# Phường của Paris

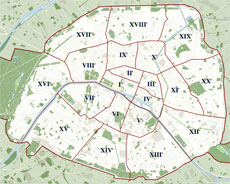
Các quận của Paris hiện nay

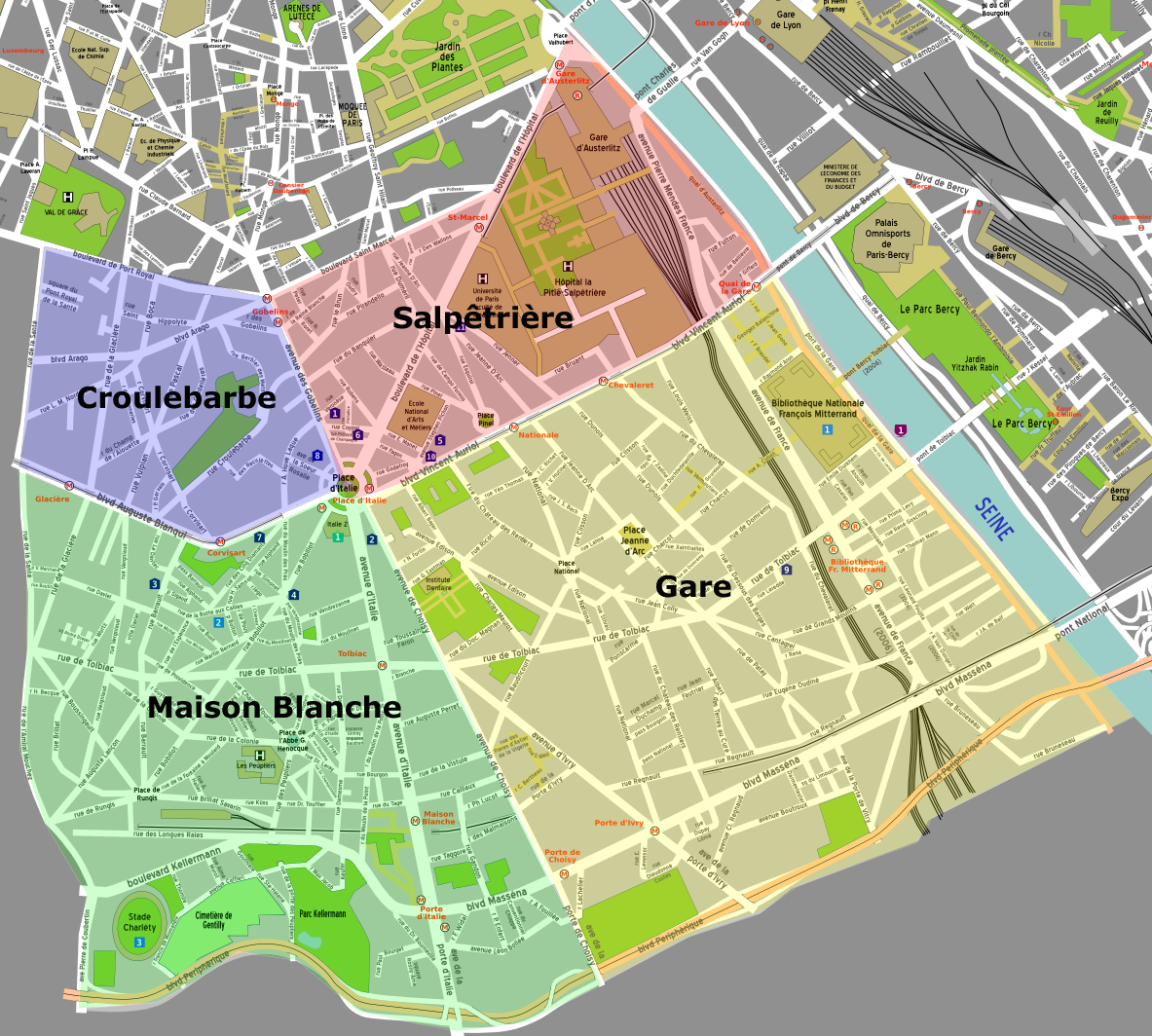
Các phường của quận 13

Phường của Paris (tiếng Pháp: Quartier de Paris) là đơn vị hành chính thuộc thành phố Paris, nhỏ hơn cấp quận của Paris (Arrondissements de Paris). Mỗi quận của Paris đều được chia làm bốn phường, tổng cộng thành phố có 80 phường.
Trong tiếng Pháp từ "quartier" được dùng:
- Ngôn ngữ đời sống hàng ngày, "quartier" được hiểu là một khu phố, ví dụ quartier latin (Khu phố La Tinh), quartier asiatique (Khu phố Châu Á).
- Về mặt hành chính, "quartier" có nghĩa là phường, đơn vị hành chính nhỏ hơn quận

Trong phân cấp hành chính Pháp, các phường của Paris có những đặc thù riêng. Paris là một tỉnh (département), nhưng chỉ có có một xã (commune). Đồng thời Paris lại được chia ra làm các quận thành phố (arrondissements municipaux). Và các quận thành phố này lại được chia làm các phường.

## Các phường Paris hiện nay
| Quận                                  | Phường | Phường                    |
| ------------------------------------- | ------ | ------------------------- |
| Quận 1 « du Louvre »                  | 1      | Saint-Germain-l'Auxerrois |
| Quận 1 « du Louvre »                  | 2      | Les Halles                |
| Quận 1 « du Louvre »                  | 3      | Palais-Royal              |
| Quận 1 « du Louvre »                  | 4      | Place Vendôme             |
| Quận 2 « de la Bourse »               | 5      | Gaillon                   |
| Quận 2 « de la Bourse »               | 6      | Vivienne                  |
| Quận 2 « de la Bourse »               | 7      | Mail                      |
| Quận 2 « de la Bourse »               | 8      | Bonne-Nouvelle            |
| Quận 3 « du Temple »                  | 9      | Arts-et-Métiers           |
| Quận 3 « du Temple »                  | 10     | Enfants-Rouges            |
| Quận 3 « du Temple »                  | 11     | Archives                  |
| Quận 3 « du Temple »                  | 12     | Sainte-Avoye              |
| Quận 4 « de l'Hôtel-de-Ville »        | 13     | Saint-Merri               |
| Quận 4 « de l'Hôtel-de-Ville »        | 14     | Saint-Gervais             |
| Quận 4 « de l'Hôtel-de-Ville »        | 15     | Arsenal                   |
| Quận 4 « de l'Hôtel-de-Ville »        | 16     | Notre-Dame                |
| Quận 5 « du Panthéon »                | 17     | Saint-Victor              |
| Quận 5 « du Panthéon »                | 18     | Jardin-des-Plantes        |
| Quận 5 « du Panthéon »                | 19     | Val-de-Grâce              |
| Quận 5 « du Panthéon »                | 20     | Sorbonne                  |
| Quận 6 « du Luxembourg »              | 21     | Monnaie                   |
| Quận 6 « du Luxembourg »              | 22     | Odéon                     |
| Quận 6 « du Luxembourg »              | 23     | Notre-Dame-des-Champs     |
| Quận 6 « du Luxembourg »              | 24     | Saint-Germain-des-Prés    |
| Quận 7 « du Palais-Bourbon »          | 25     | Saint-Thomas-d'Aquin      |
| Quận 7 « du Palais-Bourbon »          | 26     | Les Invalides             |
| Quận 7 « du Palais-Bourbon »          | 27     | École-Militaire           |
| Quận 7 « du Palais-Bourbon »          | 28     | Gros-Caillou              |
| Quận 8 « de l'Élysée »                | 29     | Champs-Élysées            |
| Quận 8 « de l'Élysée »                | 30     | Faubourg-du-Roule         |
| Quận 8 « de l'Élysée »                | 31     | La Madeleine              |
| Quận 8 « de l'Élysée »                | 32     | Europe                    |
| Quận 9 « de l'Opéra »                 | 33     | Saint-Georges             |
| Quận 9 « de l'Opéra »                 | 34     | Chaussée-d'Antin          |
| Quận 9 « de l'Opéra »                 | 35     | Faubourg Montmartre       |
| Quận 9 « de l'Opéra »                 | 36     | Rochechouart              |
| Quận 10 « de l'Enclos-Saint-Laurent » | 37     | Saint-Vincent-de-Paul     |
| Quận 10 « de l'Enclos-Saint-Laurent » | 38     | Porte-Saint-Denis         |
| Quận 10 « de l'Enclos-Saint-Laurent » | 39     | Porte-Saint-Martin        |
| Quận 10 « de l'Enclos-Saint-Laurent » | 40     | Hôpital-Saint-Louis       |

| Quận                                | Phường | Phường            |
| ----------------------------------- | ------ | ----------------- |
| Quận 11 « de Popincourt »           | 41     | Folie-Méricourt   |
| Quận 11 « de Popincourt »           | 42     | Saint-Ambroise    |
| Quận 11 « de Popincourt »           | 43     | La Roquette       |
| Quận 11 « de Popincourt »           | 44     | Sainte-Marguerite |
| Quận 12 « de Reuilly »              | 45     | Bel-Air           |
| Quận 12 « de Reuilly »              | 46     | Picpus            |
| Quận 12 « de Reuilly »              | 47     | Bercy             |
| Quận 12 « de Reuilly »              | 48     | Quinze-Vingts     |
| Quận 13 « des Gobelins »            | 49     | Salpêtrière       |
| Quận 13 « des Gobelins »            | 50     | La Gare           |
| Quận 13 « des Gobelins »            | 51     | Maison-Blanche    |
| Quận 13 « des Gobelins »            | 52     | Croulebarbe       |
| Quận 14 « de l'Observatoire »       | 53     | Montparnasse      |
| Quận 14 « de l'Observatoire »       | 54     | Parc Montsouris   |
| Quận 14 « de l'Observatoire »       | 55     | Petit-Montrouge   |
| Quận 14 « de l'Observatoire »       | 56     | Plaisance         |
| Quận 15 « de Vaugirard »            | 57     | Saint-Lambert     |
| Quận 15 « de Vaugirard »            | 58     | Necker            |
| Quận 15 « de Vaugirard »            | 59     | Grenelle          |
| Quận 15 « de Vaugirard »            | 60     | Javel             |
| Quận 16 « de Passy »                | 61     | Auteuil           |
| Quận 16 « de Passy »                | 62     | La Muette         |
| Quận 16 « de Passy »                | 63     | Porte-Dauphine    |
| Quận 16 « de Passy »                | 64     | Chaillot          |
| Quận 17 « des Batignolles-Monceau » | 65     | Les Ternes        |
| Quận 17 « des Batignolles-Monceau » | 66     | Plaine de Monceau |
| Quận 17 « des Batignolles-Monceau » | 67     | Batignolles       |
| Quận 17 « des Batignolles-Monceau » | 68     | Épinettes         |
| Quận 18 « de la Butte-Montmartre »  | 69     | Grandes-Carrières |
| Quận 18 « de la Butte-Montmartre »  | 70     | Clignancourt      |
| Quận 18 « de la Butte-Montmartre »  | 71     | Goutte-d'Or       |
| Quận 18 « de la Butte-Montmartre »  | 72     | La Chapelle       |
| Quận 19 « des Buttes-Chaumont »     | 73     | La Villette       |
| Quận 19 « des Buttes-Chaumont »     | 74     | Pont-de-Flandres  |
| Quận 19 « des Buttes-Chaumont »     | 75     | Amérique          |
| Quận 19 « des Buttes-Chaumont »     | 76     | Combat            |
| Quận 20 « de Ménilmontant »         | 77     | Belleville        |
| Quận 20 « de Ménilmontant »         | 78     | Saint-Fargeau     |
| Quận 20 « de Ménilmontant »         | 79     | Père-Lachaise     |
| Quận 20 « de Ménilmontant »         | 80     | Charonne          |